# Теребежі (Заболотцівська сільська громада)
Теребе́жі — село в Україні, у Заболотцівській сільській громаді Золочівського району Львівської області. Населення становить 53 особи. До 2015 орган місцевого самоврядування — Ясенівська сільська рада.

## Історія
12 червня 2020 року, відповідно до розпорядження Кабінету Міністрів України № 718-р «Про визначення адміністративних центрів та затвердження територій територіальних громад Львівської області», село увійшло до складу Заболотцівської сільської громади.
19 липня 2020 року, в результаті адміністративно-територіальної реформи та ліквідації Бродівського району, село увійшло до складу новоствореного Золочівського району.

## Населення

### Мова
Розподіл населення за рідною мовою за даними перепису 2001 року:
| Мова       | Відсоток |
| ---------- | -------- |
| українська | 100%     |